# Koninklijke BAM Groep

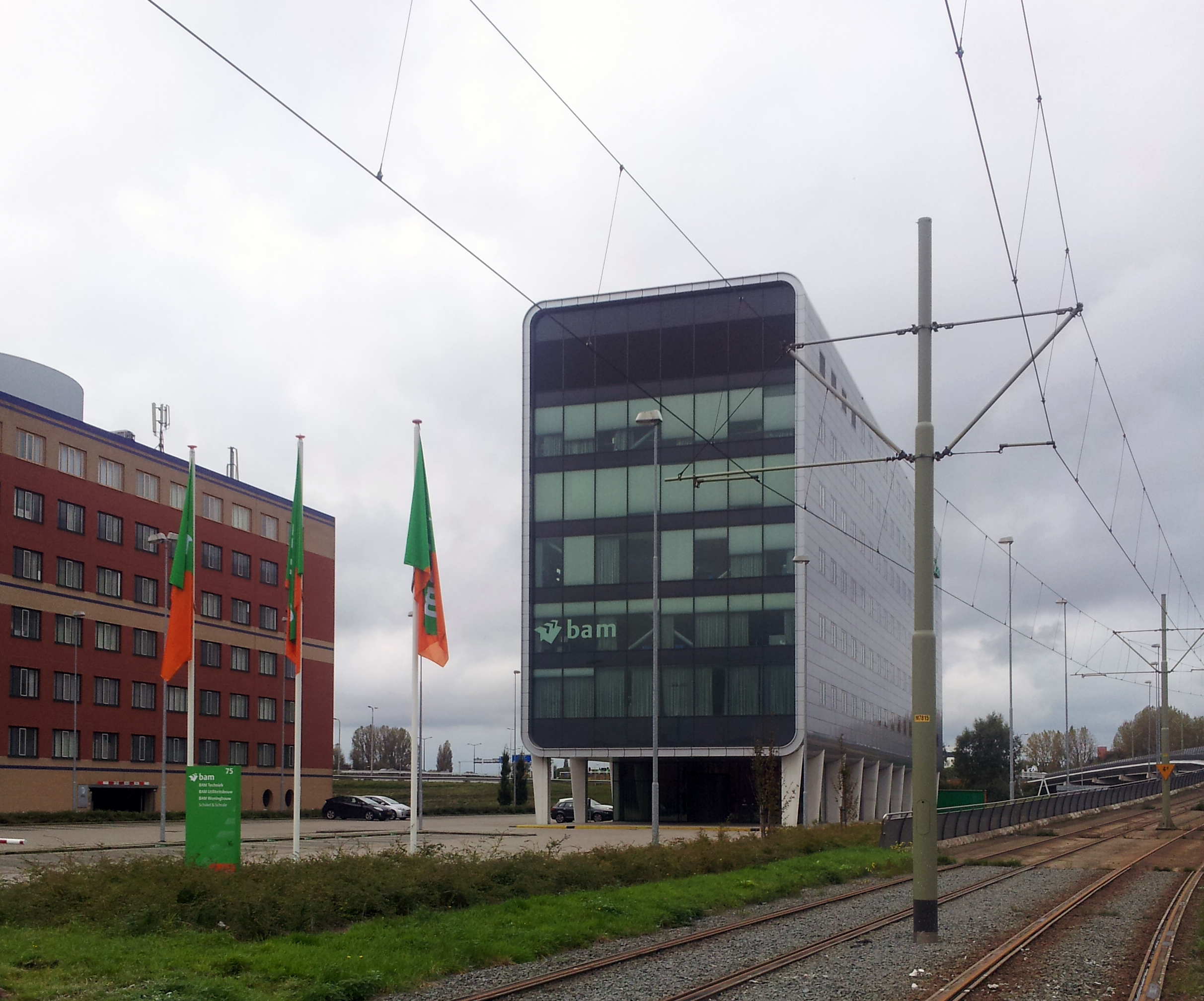
BAM

Koninklijke BAM Groep ("Royal BAM Group") é uma empresa de construção holandesa sediada em Bunnik.